# Lia Neal
Lia Neal (ur. 13 lutego 1995 w Brooklynie w Nowym Jorku) – amerykańska pływaczka, specjalizująca się w stylu dowolnym, medalistka igrzysk olimpijskich i mistrzostw świata.

## Kariera pływacka
Na Letnich Igrzyskach Olimpijskich 2012 w Londynie zdobyła brązowy medal w sztafecie 4 × 100 m stylem dowolnym, razem z Missy Franklin, Jessicą Hardy oraz Allison Schmitt.
W grudniu 2012 roku podczas mistrzostw świata na krótkim basenie w Stambule Neal wywalczyła złoto w sztafecie kraulowej 4 × 100 m i brąz w sztafecie 4 × 100 m stylem zmiennym.
Na mistrzostwach świata w Kazaniu w 2015 roku zdobyła dwa medale. Jeden z nich, srebrny, wywalczyła, płynąc w sztafecie mieszanej 4 × 100 m stylem zmiennym. W wyścigu eliminacyjnym Neal wraz z Ryanem Murphym, Kevinem Cordesem i Kendyl Stewart ustanowiła nowy rekord świata w tej konkurencji (3:42,33 min), który w finale został jednak poprawiony przez Brytyjczyków. Brązowy medal zdobyła w sztafecie kobiet 4 × 100 m stylem dowolnym. Występowała na uniwersjadzie w Gwangju, gdzie otrzymała złoty medal w konkurencji sztafety 4 × 100 m st. dowolnym
W trakcie igrzysk olimpijskich w Rio de Janeiro w 2016 roku płynęła w wyścigu eliminacyjnym sztafet 4 × 100 m stylem dowolnym. Zdobyła srebrny medal, kiedy reprezentantki Stanów Zjednoczonych zajęły w finale drugie miejsce.
W 2019 otrzymała dwa złote medale igrzysk panamerykańskich, wywalczone w konkurencjach pływackich sztafet – 4 × 100 m st. dowolnym i 4 × 100 m st. zmiennym.
W maju 2021 ogłosiła zakończenie kariery.